# دانيال مارتينيز (سياسي)
دانيال مارتينيز (بالإسبانية: Daniel Martínez)‏ هو مهندس وسياسي أوروغواني، ولد في فبراير 1957 في مونتفيدو في الأوروغواي. حزبياً، نشط في الجبهة العريضة ‏.